# جدعون سميث
جدعون سميث (بالإنجليزية: Gideon Smith)‏ هو مدرب رياضي أمريكي، ولد في 13 يوليو 1889 في فرجينيا في الولايات المتحدة، وتوفي في 1961.